# Caisse d'économie solidaire Desjardins
La Caisse d’économie solidaire Desjardins, ou Caisse solidaire, est une coopérative financière québécoise qui a vu le jour en 1971. Principale institution financière spécialisée en économie sociale et en investissement responsable au Québec, elle compte plus de 21 000 membres, dont plus de 4 000 coopératives, organismes à but non lucratif (OBNL), syndicats et entreprises privées, ainsi que plus de 17 000 membres individuels. Elle finance les projets collectifs grâce à son programme d'épargne exclusif, le Placement à rendement social. Ses six centres de services sont situés à Québec, Montréal, Joliette, Sorel-Tracy, Saint-Jean-sur-Richelieu et Sherbrooke.
2021 a marqué le regroupement de la Caisse d’économie solidaire avec la Caisse Desjardins du Chaînon, toutes deux issues de l’action syndicale.
Au 31 mars 2022, son actif s'élevait à 2,1 G$, ce qui la classait au 36e rang des 213 caisses du Mouvement Desjardins, et son volume d’affaires sous gestion atteignait 3,6 G$. La Caisse d'économie solidaire investit 900 M$ dans l'économie sociale, et ce, partout au Québec.

## Historique
La Caisse d’économie solidaire Desjardins, également appelée Caisse solidaire, est née d’une initiative de la Confédération des syndicats nationaux (CSN). Résultat de la fusion de huit caisses populaires et d’économie fondées entre 1923 et 2006, elle fait aujourd’hui partie du Mouvement Desjardins. Le plus récent regroupement est effectif en janvier 2021 avec la Caisse Desjardins du Chaînon, issue de la volonté de la CSN.

### À l’origine de l’entreprise
Les racines de la Caisse remontent à la naissance du mouvement syndical et à la création des caisses populaires en 1900 par Alphonse Desjardins. En ce début du XXe siècle, les excès de la révolution industrielle suscitent l’émergence d’un fort mouvement coopératif, au Québec comme dans d’autres parties du monde. L’une des principales sources d’inspiration des syndicalistes et coopérateurs de cette époque est l’encyclique Rerum Novarum sur la condition ouvrière, publiée à la fin du siècle précédent par le pape Léon XIII. C’est dans ce contexte que sont fondées, en 1921, la Confédération des travailleurs catholiques du Canada (la CTCC, qui deviendra la CSN en 1960) puis, dans la foulée, la Caisse populaire des syndicats catholiques et nationaux de Montréal (1923) et la Caisse populaire des syndicats catholiques du district de Québec (1927).
Survient la Deuxième Guerre mondiale, à l’issue de laquelle la société québécoise connaît de profondes mutations, notamment sous l’impulsion des syndicats et de certains mouvements d’action catholique. Au terme de la période dite de la Grande Noirceur, au début des années 1960, la CSN et le Mouvement Desjardins sont devenus des acteurs de premier plan dans la province. Au Québec, comme ailleurs en Occident, les années 1960 se déroulent « à l’heure du réformisme social et politique, de l’interventionnisme de l’État, de la prospérité économique et de l’arrivée du baby-boom à l’adolescence et à l’âge adulte». Le phénomène revêt toutefois un aspect particulier dans la province, car la Révolution tranquille marque la montée d’un nationalisme renouvelé, incluant une idée de rattrapage ou de modernisation, en particulier dans le secteur économique.
La volonté de renforcer la présence francophone dans l’économie pousse les centrales syndicales à demander aux caisses populaires de modifier leur politique de crédit. À l’heure de la société de consommation, le président de la CSN, Jean Marchand, avertit que celles-ci devront s’adapter au nouveau contexte économique et social, sinon la classe ouvrière pourrait s’en désintéresser. La CSN appuie divers projets coopératifs lancés par son Service du budget familial, dirigé par André Laurin, fondateur des Associations coopératives d’économie familiale (ACEF). L’objectif visé est d’aider les plus défavorisés à sortir de leur situation d’endettement, ce qui les mène souvent dans les griffes de sociétés de prêts, alors appelées « compagnies de finance ».
En 1968, lors du congrès de la centrale syndicale, son nouveau président, Marcel Pepin, invite les militants à dépasser les revendications en milieu de travail, ce qu’il nomme le « premier front », et à s’intéresser plus largement à la justice sociale pour ainsi ouvrir un « deuxième front ». À cette époque, le syndicat reprend aussi à son compte la réflexion d’André Laurin selon laquelle les gains obtenus sur le plan salarial par les travailleurs n’ont pas entraîné d’augmentation significative de leur niveau de vie, car ils ont été absorbés par la société de consommation et l’exploitation des « compagnies de finance ». « Que nous valent tant d’efforts, se demandait le fondateur des ACEF, si les augmentations obtenues sont annulées d’une part par l’inflation et d’autre part par un véritable système de pompage de l’épargne populaire?
Ce questionnement inspirera à André Laurin la conception d’un nouveau type de coopérative d’épargne et de crédit au début de la décennie suivante. Avec pour résultat la création, en février 1971, de la Caisse d’économie des travailleurs réunis de Québec, à la source du projet qui anime l’actuelle Caisse d’économie solidaire Desjardins.

### Un projet novateur pour une «société plus juste» (1971-1980)
« Contester, c’est construire en parallèle de ce qui existe quelque chose que l’on croit être mieux que le présent. »

Ces mots d’André Laurin reflètent l’état d’esprit qui l’a amené à concevoir, conjointement avec Léopold Beaulieu, un nouveau type de caisse d’économie dont les membres sont invités à faire « l’essai d’une société plus juste » : la Caisse d’économie des travailleurs réunis de Québec doit être « une institution financière du bord des travailleurs », selon leur expression.
La coopérative accueille ses premiers membres et dépôts en février 1971. « L’intuition à la base de la création de la Caisse, son fil conducteur, c’était la démocratisation de l’économie et une transformation du rapport au travail. Pour développer des entreprises de cette nature, il fallait une institution financière opérant en périphérie de l’action syndicale, dont le fonctionnement corresponde à ces valeurs et qui soit en mesure d’offrir un accompagnement et un financement appropriés », résumera plus tard Léopold Beaulieu, qui en assure alors la direction générale.
Le programme de la coopérative repose sur trois volets : les services à l’homme, la création d’entreprises et l’autogestion. Ouverte à tous, elle est d’abord destinée aux salariés d’entreprises où existe un syndicat affilié à la CSN, soit un bassin de 50 000 membres potentiels. Ce facteur est primordial pour la réussite du projet, puisque celui-ci repose sur la proposition qu’aucun intérêt ne sera versé sur les premiers 500 dollars d’épargne. Le profit et l’accumulation de capital étant les fondements mêmes du capitalisme, le fait d’abolir l’intérêt sur l’épargne représente à l’époque un geste proprement subversif. Il s’inscrit en outre à contre-courant de la tendance au Canada, où les institutions financières rivalisent en offres de taux d’intérêt alléchants pour attirer les épargnants en ces temps d’inflation très élevée. Toutefois, l’argument des promoteurs de la Caisse est que l’intérêt sur l’épargne n’enrichit pas le travailleur, mais au contraire l’appauvrit : « L’intérêt pour les moyens et petits salariés, c’est la plus grande farce inventée par le système capitaliste », soutient alors André Laurin.
Spectaculaire, le 0 % d’intérêt symbolise la contestation des institutions financières traditionnelles où, selon la Caisse, « il n’y a aucune place pour des préoccupations sociales quant à la façon d’utiliser les sommes d’argent qui leur sont confiées ». Ce concept illustre aussi la solidarité entre les travailleurs qui collectivisent le rendement de leurs épargnes pour le mettre au service de projets communs. À la création d’entreprises collectives et aux services à l’homme s’ajoute l’autogestion, le troisième volet du programme de la Caisse, qui traduit une autre idée fondamentale à l’origine du projet : démocratiser les lieux de travail. L’adoption du mode autogestionnaire, alors très en vogue dans certains milieux étudiants et ouvriers de l’après-1968, inscrit encore une fois la coopérative à contre-courant de la tendance dans les relations de travail au pays.
Les années qui suivent voient l’application, avec des hauts et des bas, de cette plateforme, avec notamment la réussite du Village-Vacances-Familles entre 1972 et 1974, sous l’impulsion de Clément Guimond, qui deviendra une figure incontournable dans l’histoire de la Caisse. Inspiré d’expériences yougoslaves et françaises, cet exemple parmi d’autres de son volet « création d’entreprises » est sans doute le projet qui a suscité le plus d’enthousiasme chez les membres, même si l’expérience a rapidement tourné court. En 1978, la Caisse d’économie des travailleurs réunis de Québec fusionne avec la Caisse populaire des syndicats nationaux de Québec pour devenir la Caisse populaire des travailleurs de Québec. L’objectif affiché de la nouvelle entité demeure inchangé : « regrouper l’argent des travailleurs de la région de Québec » pour « une utilisation davantage compatible avec leurs intérêts de classe ». Toutefois, si son équipe continue à fonctionner selon le mode autogestionnaire, les responsabilités du collectif sont moins grandes qu’auparavant. Mais en quelques années, la Caisse a progressé de façon spectaculaire : alors qu’en 1971 elle comptait 1 441 membres et un actif de 210 000 $, en 1976 elle en regroupe 5 000 et affiche un actif de 1,2 million de dollars.

### Ruptures et consolidation des acquis (1980-1990)
Au seuil des années 1980, la vague de solidarité de la décennie précédente connaît un reflux qui se fera sentir à la Caisse populaire des travailleurs de Québec. Celle-ci doit procéder à certains ajustements dans un environnement économique difficile à cause de la récession qui frappe le Canada. Au Québec, certains historiens estiment que cette période coïncide avec le début d’une remise en question du modèle étatique et socioéconomique de la Révolution tranquille. En effet, à l’instar de ce qui se passe aux États-Unis après l’arrivée au pouvoir de Ronald Reagan et au Royaume-Uni avec Margaret Thatcher, les partisans d’une réduction de l’intervention de l’État sont de plus en plus nombreux et influents au pays. Résultat, les années 1980 s’annoncent marquées par le conservatisme et le « chacun pour soi », ce qui ne favorise guère l’essor du modèle coopératif,.
Dans ce contexte, la Caisse décide d’accentuer sa collaboration avec le mouvement syndical, en particulier la CSN, mais aussi la Centrale de l’enseignement du Québec (rebaptisée Centrale des syndicats du Québec en 2000). Toutefois, si son approche évolue, son aspiration à transformer la société demeure : « La Caisse des travailleurs ne prétend pas provoquer à elle seule les changements qui s’imposent », admettent ses administrateurs, qui ajoutent néanmoins qu’elle peut « constituer une plateforme privilégiée où s’exprime la solidarité des travailleurs et s’organisent des zones de résistance à des situations d’exploitation ». Sur le terrain, cette orientation se traduit notamment par la création de l’épargne-solidarité et du prêt-solidarité : les déposants à l’épargne-solidarité renoncent à leurs intérêts, qui servent à payer les intérêts et les frais des prêts-solidarité octroyés. À l’origine, ce service s’adresse aux seuls travailleurs en grève, mais il est ensuite offert à des « projets liés au mouvement ouvrier et populaire ». Rebaptisé Fonds de soutien à l’action collective solidaire en 2004, il existe toujours et cumule aujourd’hui plus de 1,5 M$, « incarnant ainsi la continuité, tout au long de l’histoire de la Caisse, du 0 % d’intérêt » du projet d’origine.
Durant la décennie, les liens plus étroits de la Caisse avec la CSN la conduisent à participer à différents projets, dont l’instauration, dès 1983, d’un régime enregistré d’épargne-retraite collectif à la demande des membres du syndicat d’une grande compagnie de production et distribution d'électricité de Shawinigan. Cette expérience s’avère novatrice, puisque le REER collectif ne sera offert dans le réseau des caisses Desjardins qu’à partir de 1986. Malgré la conjoncture difficile, l’association avec la CSN favorise donc la consolidation de la situation financière de la Caisse, dont les actifs triplent entre 1980 et 1985, passant de 9 M$ à 27 M$. Surtout, celle-ci demeure « une institution financière autonome et indépendante qui appartient à ses membres ».
C’est également dans les années 1980, qu’elle commence à se redéfinir en tant qu’accompagnatrice plutôt que créatrice d’entreprises collectives, une approche qui s’incarne par exemple dans son appui à plusieurs coopératives d’habitation à Québec, dans le Bas-Saint-Laurent et en Gaspésie. Au fil des ans, l’habitat collectif prendra d’ailleurs une place croissante dans ses financements, au point que les sommes qu’elle prête à ces coopératives finissent par excéder celles accordées aux autres catégories de membres collectifs. À partir du milieu de la décennie, la Caisse concentre son action dans quatre milieux : coopératif, syndical, culturel et communautaire. Le volet culturel s’est imposé au fil des ans, notamment sous l’influence d’un membre à qui elle a accordé un financement dès 1984 : le futur Cirque du Soleil. Alors que ce projet avait été refusé par les autres institutions financières, la Caisse, elle, a pris « le temps d’écouter » et de « se laisser passionner » par le rêve de ses jeunes promoteurs.
Cette approche à contre-courant « des pratiques conventionnelles développées par les institutions financières » lui fait parfois prendre des risques importants, puisque le rôle d’accompagnateur « implique bien souvent de s’investir considérablement dans des projets dont l’avenir n’est pas garanti ». Soucieuse de consolider son assise financière pour mieux remplir sa mission, elle décide de remanier en profondeur sa structure à partir de 1986. Son objectif est d’améliorer sa gestion interne et sa stratégie administrative, et le mot d’ordre de l’organisation se résume alors à « plus de rigueur » pour atteindre une meilleure rentabilité. Afin d’accompagner cette évolution, elle rejoint la Fédération des caisses d’économie Desjardins du Québec en 1988 et prend, à cette occasion, le nom de Caisse d’économie des travailleuses et travailleurs de Québec.

### L’âge de la maturité, les années 1990-2004
Au début des années 1990, la Caisse d’économie des travailleuses et travailleurs de Québec repose sur de solides assises financières et s’est forgé une personnalité propre, reconnue partout dans la province. Elle commence également à s’exprimer sur des enjeux politiques, sociaux et économiques qui dépassent, à première vue, son champ d’action, comme la dénonciation des dérives de la mondialisation. Pendant la décennie, la vitalité de son engagement se traduit également dans ses résultats financiers, puisque son actif passe de 45 M$ en 1988 à 130 M$ 10 ans plus tard. C’est aussi durant cette période que revient sur le devant de la scène la notion d’« économie sociale », également appelée « économie solidaire », apparue au milieu du XIXe siècle. Grâce à son approche originale, la Caisse s’impose désormais « comme une accompagnatrice privilégiée du développement de ce secteur d’activités » dans la province.
En même temps, l’institution se penche sur la question du statut des caisses d’économie au sein du Mouvement Desjardins en défendant leur spécificité. En 1992, ses dirigeants expliquent par exemple que le changement d’affiliation de la Caisse effectué quatre ans auparavant lui a été bénéfique, car il « correspond mieux » à sa réalité, et ils présentent les différences entre les caisses d’économie comme une richesse pour le groupe financier coopératif. Afin de réduire ses frais d’exploitation, la Caisse reconnaît cependant la nécessité « d’opérer une mise à jour de ses structures » afin que celles-ci soient plus « efficaces et les moins coûteuses possible ». Finalement, en 2000, elle accepte d’adhérer à la nouvelle fédération unique Desjardins après avoir conclu à l’impossibilité, pour des raisons pratiques, de former une fédération autonome de caisses d’économie.
Dans l’intervalle, la Caisse n’aura jamais cessé de vouloir « réinventer le métier de banquier ». En 1995, elle lance par exemple sa formule devenue célèbre de « la passion des êtres », qui sera ensuite intégrée dans sa signature graphique. En 1999, elle redéfinit également les caractéristiques qui lui permettront, dans le nouveau contexte, de « garder le cap sur son projet ». Celles-ci sont résumées par la formule dite « des 3 I », pour « incontournable », « inattaquable » et « irrésistible ». La Caisse se veut incontournable par sa mission, sa force financière et son réseau de partenaires. Elle doit aussi être inattaquable sur le plan de la qualité de sa gestion et de sa réussite financière. Enfin, la qualité de ses services et de l’accompagnement de ses membres, de même que la manière de travailler à l’interne, doivent la rendre irrésistible.
La coopérative continue par ailleurs à développer et à diversifier son réseau, tandis que le nombre de ses partenaires ne cesse d’augmenter, avec l’arrivée d’organismes comme Fondaction, Investissement Québec ou le Réseau québécois du crédit communautaire. Ceux-ci « lui apportent une grande flexibilité en matière de montage financier et […] viennent en appui à l’accompagnement ». De plus, ils offrent « des produits complémentaires (capital de risque, garanties gouvernementales, subventions, etc.) » aux siens. Avec le temps, la représentation des quatre réseaux syndical, coopératif, communautaire et culturel à son conseil d’administration a également été formalisée : cinq postes sont occupés par des personnes qui proviennent des associations syndicales et des organismes parasyndicaux ; deux par les associations coopératives ; deux par les associations communautaires ; et un par les associations culturelles.
Après avoir fusionné avec les caisses de Montréal (1999) et de Lanaudière (2002), la Caisse d’économie Desjardins des travailleuses et travailleurs (Québec) devient officiellement la Caisse d’économie solidaire Desjardins en 2004, ou Caisse solidaire, une appellation destinée à afficher sa « constance » et sa « cohérence » dans sa « contribution au développement d’une finance socialement responsable et d’une économie solidaire au Québec ». C’est le début d’un nouveau cycle.

## La Caisse solidaire aujourd’hui
Plus de trois décennies après sa fondation, le projet porté par la Caisse a évolué et s’est enrichi. Mais le contexte de la période 2000-2010 est bien différent de celui des années 1970 et la coopérative financière vit désormais dans « une conjoncture où les pressions pour la standardisation et l’homogénéisation se font de plus en plus présentes ». Tout en continuant à prioriser l’entrepreneuriat collectif, celle-ci va s’orienter vers l’investissement socialement responsable et le développement durable, s’ouvrir davantage aux particuliers et se déplacer sur la scène internationale avec « l’ambitieux objectif de développer un mouvement pour la finance solidaire au Québec et ailleurs dans le monde ». Ses projets immobiliers, et surtout ses produits financiers, répondront eux aussi de plus en plus aux impératifs de responsabilité sociale, tandis qu’elle accroît ses offres d’épargne dans la perspective de l’investissement responsable. Popularisé par sa porte-parole Laure Waridel entre 2008 et 2015, le programme de Placement à rendement social, qui propose des produits d’épargne garantis destinés à financer « des projets et des entreprises ayant une valeur sociale, culturelle et environnementale », illustre bien cette démarche.
C’est Clément Guimond qui amorce ce renouveau de l’offre, adopté par la Caisse solidaire en 2005, avant de quitter ses fonctions de coordonnateur général deux ans plus tard. Il est remplacé à ce poste par Paul Ouellet, qui prend ses fonctions dans un contexte économique difficile en raison de la crise financière de 2007-2008 et du resserrement de la réglementation qui s’ensuit. Après d’autres pays, le Canada est atteint par une profonde récession, ce qui conduit la Caisse à aborder la question du fonctionnement du système financier. Estimant que le krach a été causé par « la déréglementation du marché, la sous-estimation des risques, la déficience des agences de notation et la mise en place aux États-Unis de politiques facilitant le surendettement », la coopérative demande au conseil d’administration de Desjardins « de prendre les moyens à l’interne et d’user de son influence à l’externe pour assurer une meilleure protection des épargnants et favoriser un développement plus sain de l’économie, notamment sur le plan environnemental ». Dans ce domaine, la Caisse innove d’ailleurs en devenant, dès 2006, le premier Établissement associé Brundtland dans le secteur financier. En 2008, elle publie aussi son premier rapport de développement durable et solidaire selon les normes de la Global Reporting Initiative créée par le Programme des Nations unies pour l’environnement (PNUE), ce qui la place à l’avant-garde au sein du Mouvement Desjardins dans ce domaine.
En 2020, elle devient le premier institution bancaire à divulguer son empreinte carbone portant sur ses financements en Amérique du Nord. Ce bilan s’inscrit dans le cadre du Partnership for Carbon Accounting Financials (PCAF), signé par la Caisse, qui vise à engager le secteur financier dans la transition écologique et la lutte contre les changements climatiques.
En 2021, la Caisse estime que près de 83 % de ses membres entreprises contribuent à au moins 1 des 17 objectifs de développement durable de l'ONU.
En 2022, la Caisse d'économie solidaire s'est doté d'un plan d'action de développement durable 2023-2025.Ce plan propose des initiatives qui se veulent la concrétisation des six orientations adoptées par le conseil d'administration. Il entend mettre la préoccupation environnementale au cœur de l'action de la Caisse.
Malgré les effets de la crise, l’ensemble de cette période est marquée par la croissance et la rentabilité de ses activités. Entre 2003 et 2021, son actif passe ainsi de 340 M$ à 1,9 G$, tandis que son volume d’affaires sous gestion franchit le cap du milliard de dollars en 2009 pour s’établir à 3,8 G$ en 2021. Parallèlement, le nombre de membres individuels passe de 7 000 en 2007 à plus de 17 000 en 2020. Quant au portefeuille d’investissement responsable des membres individuels, il atteint 279 M$ en 2019. Caractérisée par le renouveau, cette période se clôt avec un changement de garde. En 2013, Paul Ouellet prend sa retraite et passe le relais à Marc Picard, qui devient directeur général de la coopérative financière. Familier du monde communautaire, cet urbaniste de formation arrive « avec la volonté d’élargir la place occupée par l’économie sociale au Québec ».

### Mission
Dans un projet coopératif adopté en 2005, la mission de la Caisse d’économie solidaire s'est d'abord décliné en trois volets. Le premier consiste à miser sur « l’entrepreneuriat collectif », tout particulièrement au sein de ses quatre réseaux traditionnels (syndical, communautaire ou associatif, coopératif et culturel) afin de « soutenir le développement de l’économie sociale et solidaire ». Le deuxième volet concerne sa plus grande ouverture à l’égard des particuliers qu’elle entend conseiller pour qu’ils « gèrent leurs finances personnelles de manière à la fois judicieuse et socialement responsable ». S’ils deviennent membres, ces derniers doivent néanmoins « comprendre la nature collective de l’action de la Caisse et adhérer à sa mission particulière », en renonçant par exemple à leur ristourne individuelle pour la mettre en commun. Quant au troisième volet, il concerne le développement à l’extérieur du Québec d’un mouvement de finance solidaire(voir la section Rôle à l’international).
La coopérative est « à la fois outil, levier, organisation et institution », selon Paul Ouellet, son directeur général de 2007 à 2013. « Tout en sachant être critique et à l’occasion revendicatrice, elle est avant tout un super instrument pour que, dans le champ économique, s’exerce non la volonté de puissance mais la solidarité et la démocratie avec une dominante d’humanisme », explique-t-il. « La Caisse accompagne le développement de l’économie sociale ici et ailleurs tout en conseillant les citoyens dans une gestion responsable de leurs finances personnelles. (…) Au fil du temps, elle est devenue un puissant outil financier de l’action collective transformatrice du Québec. Et elle le demeurera par le rapport de proximité qu’elle nourrira constamment avec les mouvements sociaux d’aujourd’hui et de demain », résume pour sa part Gérald Larose, président du conseil d’administration de 2005 à 2019.
Fait important, elle ne se définit pas d’abord comme une institution financière. « Nous nous concevons au départ comme un outil de développement. Faire de la banque devient, dans ce cadre, un moyen et non une fin », indique son rapport annuel de 1995. Pour jouer ce rôle, la Caisse solidaire est donc devenue la « banque d’affaires » des organismes issus des réseaux coopératif, syndical, communautaire et culturel au Québec.
Lors de son assemblée générale du 20 avril 2023, plus de 200 membres présents ont adopté à la quasi-unanimité le Projet coopératif 2023 revu et corrigé après des consultations faites auprès des employés, des dirigeants, ainsi que des membres et d'experts dans le domaine de la finance responsable. Dans ce nouveau Projet, la mission  est exposée par les trois énoncés suivants: " Accompagner les membres de notre coopérative financière, partout au Québec, en offrant des services adaptés à leurs besoins et à leurs réalités; Mobiliser l'épargne de nos membres et toutes nos ressources pour soutenir des projets qui génèrent des retombées économiques, sociale, environnementales positives; Conseiller nos membres en matière d'investissement responsable." Quant  à la  vision: "Une société transformée pour le bien commun." Les valeurs "en tant que coopérative financière, la Caisse d'économie solidaire s'appuie sur les valeurs fondamentales du mouvement coopératif:  Entraide. Équité. Responsabilité. Égalité. Démocratie. Solidarité."

### Processus de financement d’un projet
L’accueil que la Caisse solidaire réserve aux projets qui lui sont soumis s’inscrit souvent à contre-courant des pratiques traditionnelles en vigueur dans le secteur bancaire. Selon des chercheurs, elle a développé une démarche d’analyse plus axée sur les personnes que sur les données financières, autrement dit « plus qualitative que quantitative ». Par conséquent, « la première étape ne consiste pas à examiner le plan d’affaires, mais plutôt à rencontrer les gens et à les écouter parler de leur projet ». « Nous nous appliquons à saisir le potentiel, les ressources du projet en commençant par les personnes, le groupe, la collectivité locale plutôt que de centrer notre analyse sur les faiblesses, le manque, les problèmes », souligne le rapport annuel de 1995 de la coopérative.
D’une manière générale, celle-ci considère qu’il « n’appartient pas aux gens de mériter l’appui des institutions financières, mais plutôt aux institutions financières de trouver le moyen de les appuyer ». Elle récuse par ailleurs l’idée, très répandue dans le milieu bancaire, selon laquelle la meilleure façon de gérer le risque dans le crédit consiste à prendre ses distances afin d’être plus « objectif ». Au contraire, elle renverse cette proposition, estimant que le risque est plutôt amoindri par la proximité. Certains chercheurs estiment qu’une des forces de la Caisse réside précisément dans sa connaissance intime du milieu de l’économie sociale, car ses liens avec son réseau de partenaires lui donnent accès à des « sources d’information plus ou moins publiques et formalisées ».
Davantage à l’écoute de ses clients qu’une banque traditionnelle, la Caisse n’abandonne pas pour autant sa posture de « banquier responsable ». Lors des premières rencontres, le conseiller doit donc voir si le projet qui lui est soumis est viable. Les critères d’acceptation de crédit sont les mêmes que dans les autres institutions financières et répondent aux mêmes normes, bien que « la très bonne connaissance du projet permette à la Caisse de déroger à certaines prescriptions professionnelles si elle considère que la situation le justifie ».
Dès le début du processus, celle-ci fait jouer son réseau, qui se divise en trois catégories : les partenaires avec qui elle « partage une affinité sur les objectifs poursuivis dans le cadre de son action » ; ceux avec lesquels elle collabore sur les plans financier et technique ; et enfin « un réseau informel d’intervenants des milieux dans lesquels elle intervient », constitué en grande partie par ses membres.

### Poids économique
La Caisse solidaire est la principale institution financière spécialisée dans le financement des coopératives et des OBNL au Québec. Au 31 mars 2022, son actif s'élevait à 2,1 milliards de dollars, ce qui la classe au 36e rang des 213 caisses du  Mouvement Desjardins.. À cette date, elle comptait plus de 21 000 membres, dont plus de 4 000 coopératives, OBNL, syndicats et entreprises privées ainsi que plus de 17 000 particuliers.
Aujourd’hui, elle est devenue « la pierre angulaire du développement des coopératives dans la province ainsi qu’un acteur majeur de l’économie sociale », tout en occupant « une place centrale dans le paysage syndical et associatif québécois en tant que “banquier” privilégié de la CSN et d’une multitude d’OBNL ».
Son rapport d'activités 2022 intitulé Rêvons l'avenir meilleur,  souligne que les prêts de la Caisse aux entreprises d'économie sociale s'élevaient à 900 M$ - dont 511 M$ pour l’habitat communautaire - qui ont servi à financer « des projets et des emplois ancrés dans leur milieu » partout dans la province. Ces projets collectifs ont tous été financés grâce à son produit d'épargne exclusif, le Placement à rendement social.

### Rôle à l’international
Historiquement, la Caisse d'économie solidaire a contribué, avec d’autres acteurs nationaux et internationaux, au développement d’un mouvement de la finance solidaire  . L'intuition de départ qui a mené à la création de la Caisse est née d'une visite du confondateur André Laurin en Yougoslavie. Le rêve de mondialiser la solidarité reste très présente dans nos actions. À partir de 1995, son rapport annuel dénonce en effet régulièrement les dérives de la globalisation des marchés et de la mondialisation du néolibéralisme. Puis, au tournant des années 2000, la dénonciation de la mondialisation fait place à l’idée de « mondialiser la solidarité ».
L'influence, les échanges internationaux n'ont jamais été loin. En 2002, la Caisse signe également une entente d’échange et de collaboration avec la Banca Etica, une banque italienne créée pour offrir aux épargnants la possibilité d’investir dans des projets respectant « un mode de développement humain et social durable ». De même, en collaboration avec l’Association internationale des investisseurs dans l’économie sociale, elle organise à Québec, en 2008, le premier Sommet mondial de la finance sociale et solidaire, qui rassemble 160 financiers issus de 42 pays. Et l’année suivante, elle devient signataire des Principes pour l’investissement responsable, une initiative mondiale soutenue par l’Organisation des nations unies. Comme nous le faisons depuis plusieurs années aux côtés de partenaires locaux, nationaux et internationaux, notre coopérative financière intervient depuis plusieurs années auprès d'un groupe de travail des Nations Unies pour une plus grande reconnaissance du rôle de l'économie sociale et solidaire. En 2023, les Nations-Unies ont donné un appui de taille au développement de l'économie sociale et solidaire. Elle met en valeur notre façon différente d'entreprendre, la diversité, la richesse et le potentiel structurant d'un développement viable.
Toutefois, sa contribution la plus tangible « au développement d’un mouvement de la finance solidaire » avec d’autres acteurs internationaux concerne ses projets au Brésil. La Caisse y intervient notamment par le biais de Développement solidaire international, un organisme qu’elle a contribué à fonder en 2004. Ses activités consistent surtout à offrir du soutien en matière de formation et d’accompagnement dans la planification stratégique et la gouvernance de coopératives d’épargne et de crédit, ainsi que dans l’élaboration de solutions pour les besoins de financement d’entreprises collectives. Enfin, elle a également collaboré avec UNISOL, la centrale des coopératives et entreprises solidaires du Brésil, pour concevoir un bureau d’études et de projets destinés à faciliter le financement des entreprises d’économie solidaire. Aujourd’hui, la Caisse solidaire et ses partenaires adoptent une approche de consultants et interviennent dans divers projets financés par des organisations brésiliennes.

## La Caisse vue par les chercheurs
La coopérative financière a fait l’objet d’un premier mémoire de maîtrise en sciences de la gestion en 1982, déposé à l’École des hautes études commerciales (HEC) par Claude Ouellet. À partir du milieu des années 1990, d’autres chercheurs se sont intéressés à son parcours et à son fonctionnement, dont Joël Lebossé en 1998, afin que cette « rare expérience » de « banque solidaire » qui a fonctionné puisse servir de modèle. En 2002, Martine Vézina et Céline Legrand, professeure adjointe et étudiante au doctorat à HEC, l’ont aussi pris en exemple pour montrer que la gestion de l’environnement externe peut amener une organisation à développer des compétences stratégiques.

## Note
La source principale des informations contenues dans cet article provient du livre Histoire de la Caisse d'économie solidaire Desjardins (Montréal, Septentrion, 2016), de Pierre-Olivier Maheux, membre de la Société historique Alphonse-Desjardins, dont la mission est de « sauvegarder et mettre en valeur l’histoire et le patrimoine du Mouvement Desjardins et de son fondateur au bénéfice des générations actuelles et futures ».